# ريان سينجر
ريان سينجر (بالإنجليزية: Ryan Singer)‏ هو رسام أمريكي، ولد في 24 أغسطس 1973 في سيدار سيتي في الولايات المتحدة.